# Puntate di Sorelle sbagliate
Le puntate della miniserie televisiva Sorelle sbagliate (The Better Sister) sono state rese disponibili in streaming su Prime Video il 29 maggio 2025 in tutti i Paesi in cui il servizio è disponibile.
| nº | Titolo originale       | Titolo italiano       | Pubblicazione USA | Pubblicazione Italia |
| -- | ---------------------- | --------------------- | ----------------- | -------------------- |
| 1  | She's My Sister        | Lei è mia sorella     | 29 maggio 2025    | 29 maggio 2025       |
| 2  | Lotta Sky              | Bella vista           | 29 maggio 2025    | 29 maggio 2025       |
| 3  | Incoming Widow         | Vedova in arrivo      | 29 maggio 2025    | 29 maggio 2025       |
| 4  | Gazpacho               | Gazpacho              | 29 maggio 2025    | 29 maggio 2025       |
| 5  | Just Ask               | Chiedi a me           | 29 maggio 2025    | 29 maggio 2025       |
| 6  | Steadying Hand         | Dare sostegno         | 29 maggio 2025    | 29 maggio 2025       |
| 7  | Back from Red          | Ripartire             | 29 maggio 2025    | 29 maggio 2025       |
| 8  | They're in Their World | Vivono nel loro mondo | 29 maggio 2025    | 29 maggio 2025       |

## Lei è mia sorella
- Titolo originale: She's My Sister
- Diretta da: Craig Gillespie
- Scritta da: Olivia Milch

### Trama
Chloe Taylor è la popolare caporedattrice della rivista The Real Thing, in prima linea nel combattere battaglie liberal come i diritti dei lavoratori, tanto che si comincia a vociferare un suo possibile ingresso in politica. La situazione familiare di Chloe è molto particolare, poiché è sposata con l'avvocato Adam Macintosh e sta crescendo Ethan, il figlio biologico della sorella tossicodipendente Nicky, come fosse suo. Fiera del proprio status altolocato, Chloe si fa beffe degli insulti postati in rete contro di lei, anche se si preoccupa quando un hater pubblica il suo indirizzo di residenza. Una sera, rientrata nella tenuta estiva di Long Island da un ricevimento a cui ha partecipato assieme alla fidata mentore Catherine, Chloe si accorge di un vaso rotto, e una pozza di sangue la conduce al cadavere di Adam.
Matt Bowen e Nancy Guidry, i detective accorsi a seguito della telefonata di Chloe, la trovano completamente insanguinata dopo aver tentato di rianimare Adam ed essere caduta mentre si precipitava fuori casa. Di nascosto dagli inquirenti, Chloe si sbarazza di un coltellino e di un telefono, mettendo il primo nel vano portaoggetti della macchina e gettando il secondo lungo la spiaggia. Nonostante questo comportamento alquanto sospetto, Nancy concentra i propri sospetti su Ethan, il quale ha un vistoso taglio al braccio, e interroga il suo amico spacciatore Kevin. Chloe si vede costretta a contattare Nicky, che non sentiva da parecchi anni, quando si presentò ubriaca al compleanno di Ethan e accusò la sorella di avergli rubato sia Adam che il figlio.
Chloe ed Ethan si spostano nella casa principale a New York, dove sono raggiunti da Nicky. Costei, decisamente più equilibrata rispetto all'ultimo incontro, ottiene da Chloe di poter dormire con loro almeno per una notte, benché la sorella non nasconda il disagio di averla intorno. Al contrario, Nicky si mostra ben disposta nei confronti di Chloe, soprattutto perché quest'ultima non ha mai voluto toglierle la custodia legale di Ethan, evitando una causa per l'affidamento che avrebbe logorato i già fragili rapporti familiari. La notte è parecchio agitata per tutti. Ethan dorme indossando l'armatura da cavaliere che portava il giorno del compleanno in cui avvenne la burrascosa lite tra Nicky e Chloe. Uscita a fumare sul balcone, Chloe non si accorge della presenza di Nicky alle sue spalle, anche lei con la sigaretta in mano.

## Bella vista
- Titolo originale: Lotta Sky
- Diretta da: Leslie Hope
- Scritta da: Regina Corrado

### Trama
La polizia concentra i propri sospetti su Ethan, il cui dna è stato trovato sotto le unghie di Adam, oltre al fatto che mancano degli oggetti spariti dalla sua camera a Long Island. Chloe ha ricevuto una cassetta pornografica, la cui mittente risulta essere Karen Di Manco, accusata di istigazione alla sommossa per l'assalto al Campidoglio. Nancy e Matt interrogano Jake Rodríguez, collega di Adam con cui era impegnato con un cliente importante del loro studio, il Gentry Group, benché risulti che Jake fosse assente all'ultimo incontro avvenuto il giorno dell'omicidio. Chloe assume l'esperto di cybersicurezza Jerry McCabe per fare luce sulla provenienza delle minacce contro di lei, apprendendo con sconcerto che uno degli hater si trova proprio nella redazione di The Real Thing.
Chloe sprona i dipendenti a serrare i ranghi, in vista di una battaglia che si preannuncia lunga e difficile, avvertendoli che scoprirà chi di loro sta minacciando la sua famiglia. Bill Braddock, il capo di Adam, promette a Chloe che farà controllare il Gentry Group, all'apparenza una società di logistica come le altre. Prima di salutare Bill, Chloe gli chiede di esaminare una ricevuta di Adam relativa a uno spostamento di cui non era a conoscenza. Nancy e Matt hanno saputo che Ethan portò a scuola una pistola, anche se l'episodio era stato derubricato a malinteso, dato che l'arma era di proprietà di suo padre. Nicky impedisce al figlio di rispondere alle domande degli inquirenti, rendendolo ulteriormente sospetto. Sollecitata da Nicky, Chloe si procura un avvocato specializzato nei casi relativi ai minori, Michelle Sanders.
La polizia giunge nell'appartamento di Manhattan con un mandato di perquisizione, nello stesso momento in cui un giornale scandalistico pubblica la notizia dei precedenti di violenza a carico di Ethan. Prontamente arriva Michelle che, esaminato il mandato, richiama i poliziotti a perquisire i soli ambienti comuni. Ethan è preoccupato della discordanza tra la sua testimonianza e quella resa dall'amico Kevin. Al termine della perquisizione, la polizia ha trovato un sacco della spazzatura nascosto nella camera di Ethan che contiene gli oggetti spariti dalla residenza di Long Island, compresa una scarpa con una macchia di sangue. Nancy dichiara Ethan in arresto e, mentre il ragazzo viene portato via, Nicky ripensa a quando Adam volle toglierle il figlio dopo aver rischiato un annegamento in piscina.

## Vedova in arrivo
- Titolo originale: Incoming Widow
- Diretta da: Leslie Hope
- Scritta da: Ariel Doctoroff

### Trama
Asserragliate in casa e senza aggiornamenti su Ethan da parte di Michelle, Chloe e Nicky decidono di andarlo a trovare alla stazione di polizia, camuffandosi per eludere i paparazzi. Il ragazzo deve affrontare l'udienza preliminare in cui il giudice dovrà stabilire se farlo uscire in attesa del processo. Catherine ammonisce Chloe che deve mostrarsi operativa agli occhi del consiglio di The Real Thing, altrimenti rischia di perdere il suo posto. Interpellato da Nancy e Matt sulla scelta di mandare il solo Adam a trattare con il Gentry Group, Bill replica di aver sempre voluto stimolare la competizione tra i due manager. Tuttavia, Bill non ha fornito né ai detective, né a Chloe tutte le informazioni di cui dispone, poiché sospetta che Adam volesse sottrargli il Gentry Group come cliente per portarselo in un ipotetico nuovo studio.
Jake incontra Michelle in un bar. I due si conoscono molto bene, dato che è stato Jake a contattarla per Ethan. Arrivate alla stazione di polizia, Nicky rifiuta di entrare e lascia andare Chloe da sola. Nicky trova il coltello nel vano portaoggetti, ricordando che è lo stesso usato dal padre per sgozzare gli animali durante la caccia. Chloe chiede agli inquirenti di indagare sugli hater che la perseguitano, ma Nancy puntualizza che le rimostranze verso le sue opinioni non possono riguardare il caso di cui si stanno occupando. Michelle ritiene che Ethan non le abbia detto tutta la verità, auspicando una maggiore collaborazione. La Giudice Edelman nega la custodia sotto cauzione, date la solidità delle prove raccolte finora e il rischio che Ethan possa essere coperto dalla famiglia come accaduto con la droga e la pistola.
Michelle mostra a Chloe e Nicky le immagini della finestra rotta dall'esterno. L'avvocato sottolinea la necessità di individuare un colpevole alternativo, ma Chloe non è in grado di dire chi conoscesse il codice dell'allarme oltre ai familiari. Michelle presagisce l'inizio di un percorso lungo in cui dovranno mettersi in discussione per il bene di Ethan. Le due sorelle rientrano nell'appartamento di Long Island, ancora con i sigilli della polizia. Nicky ha preso il coltello dal vano portaoggetti e lo pulisce, cospargendo di detersivo il punto del pavimento su cui era riverso il cadavere di Adam. Chloe preferisce fare jogging, raggiungendo la casa di Jake per sapere cosa ha detto a Michelle. Jake assicura di non aver fornito alcuna informazione di cui l'avvocato non avrebbe potuto non essere a conoscenza. Chloe e Jake rivelano di avere una relazione.

## Gazpacho
- Titolo originale: Gazpacho
- Diretta da: Azazel Jacobs
- Scritta da: Brittany Dushame e Lauren Stremmel

### Trama
Sui media inizia a circolare la notizia sulle vere relazioni della famiglia Macinthosh, in particolare che Ethan è figlio di Nicky e non dell'ex moglie di Adam, come era stato fatto credere fino ad allora. Catherine non prende bene questa novità; ciononostante, garantisce che farà il possibile per difendere Chloe davanti al consiglio di The Real Thing e organizza una veglia funebre in memoria di Adam per quella sera. Chloe spia il cellulare di Jake, trovando un messaggio in cui comunica a qualcuno di essere passato dalla casa di Adam. Nicky è preoccupata nel vedere Ethan con i segni di un pestaggio, invitandolo a non tenere segreti. Arrivata a New York, mentre il fidato usciere Arty tiene a bada i paparazzi, Chloe sceglie l'abito da far indossare ad Adam per la cremazione.
Michelle invita Chloe a non commentare l'articolo, confidando in un anticipo del processo. Nicky informa Chloe che Ethan si appresta a cominciare la terapia con l'assistente sociale in carcere, meravigliandosi che non gliel'abbia fatta seguire quando il ragazzo manifestava i primi segnali di disagio. Tra le due sorelle iniziano a emergere contrasti sulla loro infanzia, vista in maniera diametralmente opposta, con Nicky che riferisce di aver subito una quasi violenza da parte del padre. Matt riconsegna a Chloe alcuni effetti personali di Adam, non mancando di evidenziare la fretta con cui ha proceduto alla cremazione. Alla veglia funebre, Catherine comunica a Chloe che il consiglio di The Real Thing l'ha messa in congedo anticipato. Nicky conosce Janie, la figlia di Catherine, preoccupando Chloe quando comincia a bere.
Michelle scrive a Chloe che la prima udienza è calendarizzata tra cinque settimane. Chloe ha fretta di andarsene, ma Nicky insiste per restare, benché sia sempre più alticcia. Chloe attacca bottone con Sid Evans, un giornalista amico di Catherine, spiegandogli che ha tenuto Nicky nascosta per il bene di Ethan, accettando di rilasciare alcune dichiarazioni in via confidenziale. Nicky si diverte con il cameriere Nate, tornando a casa mentre Chloe si trastulla nei ricordi di Adam. A venirle in mente è un movimentato viaggio in macchina con il padre ubriaco e Nicky a tenerle la mano. Sul retro della decappottabile, Chloe trova il biglietto da visita di un agente speciale dell'FBI, Edward Romero, ma quando tenta di contattarlo, suona il cellulare di Bill. Nicky si immerge in piscina.

## Chiedi a me
- Titolo originale: Just Ask
- Diretta da: Dawn Wilkinson
- Scritta da: Regina Corrado

### Trama
Mentre sistema gli effetti personali di Nicky, Chloe trova un foglio in cui la sorella dà il proprio consenso alla somministrazione di un antidepressivo a Ethan. Chloe rinfaccia a Kevin di non essere stato abbastanza leale con Ethan, nonostante tutte le volte in cui l'amico lo ha coperto riguardo alla droga. Nicky sta cercando di disintossicarsi e frequenta gli Alcolisti Anonimi, conoscendo il leader del gruppo, Ken, di mestiere scrittore. Chloe inizia a postare sugli account in cui lei e sua sorella vengono denigrate dagli hater. Jake giustifica il messaggio letto da Chloe sul suo cellulare con la necessità di recuperare delle cose di lavoro dalla casa di Adam. Ethan spiega a Chloe che i farmaci lo fanno sentire meglio con se stesso e di scambiarsi messaggi con Nicky usando un telefono nascosto.
Chloe mal sopporta la presenza di Nicky, soprattutto alla luce delle cose che le sta tenendo nascoste, decidendo di rimanere in città e di venire a Long Island solamente per le visite a Ethan. Olivero e il collega Younger negano che l'omicidio di Adam sia legato al suo lavoro per loro, invitando Chloe a scartabellare tra i documenti del defunto marito per trovare qualche rimando al Gentry Group. Jake fotografa Chloe mentre si congeda da Olivero. Nicky chiede aiuto a Catherine per migliorare l'immagine pubblica di Chloe, rovinata dal racconto morboso delle sorelle. Nel frattempo, Chloe cambia idea e decide di tornare a Long Island, non sopportando il clima che si respira a Manhattan. Chloe ricorda quando sua madre, Sheila, le chiese di far pace con Nicky. Quest'ultima chiede a Ken di pregare con lei.
Chloe ragguaglia Nicky sul suo incontro con Romero, sottolineando l'assoluta riservatezza delle informazioni di cui sta venendo in possesso. La mattina dell'udienza, Sid Evans pubblica un articolo intitolato Ethan in pericolo, in cui raccoglie le mancanze di Nicky e dipinge Chloe come colei che ha provato a salvare il ragazzo. Chiamati a testimoniare, Arty e Kevin definiscono Ethan un ragazzo modello; al contrario, Nancy riferisce che al momento dell'arresto non appariva minimamente sorpreso, mentre la preside del liceo racconta di velate minacce al padre per evitare di essere spedito all'accademia militare. Durante l'interrogatorio a Ethan, il procuratore Dom Willis lo accusa di essere l'autore di post contro Chloe e The Real Thing, arrivando a scrivere che suo padre avrebbe dovuto morire.

## Dare sostegno
- Titolo originale: Steadying Hand
- Diretta da: Dawn Wilkinson
- Scritta da: Olivia Milch

### Trama
Il giorno prima di morire, Adam aveva espresso a un prete le proprie preoccupazioni sul modo in cui stava crescendo Ethan, crogiolato nella bambagia e incapace di agire. Chloe e Nicky si picchiano all'uscita del tribunale, venendo separate da Matt e Nancy mentre cercano di calmare i bollenti spiriti. Michelle prospetta una situazione difficile per Ethan, a meno che non emerga una pista alternativa alla sua colpevolezza. Recandosi nell'ufficio di Adam per recuperare le sue cose, Chloe scarica i file contenuti nel computer appena prima che Bill ordini la rimozione di ogni documento collegato al Gentry Group, consegnandoli a Romero. Jake non vuole testimoniare in tribunale e mette in guardia Chloe sul Gentry Group, costituito da un insieme di società di facciata che perseguono fini opachi.
Willis avvisa Nancy che una delle sorelle sta per sganciare una bomba in grado di sparigliare le carte in mano all'accusa. Dentro la valigetta di Adam, Chloe e Nicky trovano la pistola e si ripromettono di riuscire a liberare Ethan. Michelle inizia a preparare Ethan alla possibilità, nel caso in cui le cose si mettessero male, di patteggiare per evitare una condanna pesante. In tribunale iniziano le audizioni della difesa. Nicky è sempre stata favorevole ad affidare Ethan alla sorella, ritenendosi un'ubriacona che gli avrebbe fatto fare una brutta fine. Chloe rivela di aver subito violenze da parte di Adam, frustrato perché era stata lei a convincerlo a lasciare il lavoro presso l'ufficio del procuratore per passare al settore privato. Inoltre, Chloe ammette di avere una relazione extraconiugale con Jake.
Chiamato alla sbarra, Jake si appella al quinto emendamento e rifiuta di rispondere alle domande di Michelle, compresa quella su se sia stato lui a uccidere Adam. Willis rinuncia al controinterrogatorio, consentendo così a Michelle di ottenere il risultato voluto: dipingere Jake come sospettato con un movente più solido rispetto a quello di Ethan. La giuria dichiara Ethan non colpevole e Michelle auspica che la polizia trovi il vero colpevole. Chloe perdona Ethan per le cattiverie scritte sul suo conto, ammettendo che aveva tutti i motivi per sentirsi arrabbiato. Quando gli chiede perché ha portato via gli oggetti che la polizia ha trovato nella sua camera, Ethan risponde di averlo fatto per lo stesso motivo per cui ha rotto il vetro: proteggere chi pensava fosse il vero colpevole, cioè Chloe stessa.

## Ripartire
- Titolo originale: Back from Red
- Diretta da: Stephanie Laing
- Scritta da: Regina Corrado

### Trama
Con Ethan tornato libero, il capo della polizia, Clark, ordina a Nancy e Matt di mettersi al lavoro per individuare il vero colpevole. Chloe sente Michelle ricordare a Jake che, già altre volte, ha avuto scappatelle con donne in casi di cui lei si occupava. Un barista racconta a Matt di aver assistito a una discussione tra Adam e Arty, con il portiere furibondo per il modo in cui Adam trattava Chloe. Quest'ultima, arrivata a Manhattan con Ethan, scopre che la cartella sul Gentry Group, prelevata dall'ufficio di Adam, è vuota. Nancy ammonisce Nicky, informandola che l'indagine è ripartita; quindi, lei e Chloe devono stare all'erta. Catherine si oppone al ritorno di Chloe al lavoro, suggerendole invece di scrivere un libro sulla sua storia che includa Nicky, in modo da rientrare in pompa magna a The Real Thing.
Chloe chiede conto a Bill dei file del Gentry Group cancellati, allarmandolo quando menziona il biglietto da visita di Olivero. Dopo aver sparso le ceneri di Adam, Ethan chiede ad Arty di buttare via la sua armatura, poiché ha bisogno di un nuovo inizio. Nicky pedina Nancy fino a una clinica, dove è ricoverato un uomo di nome Eddie; l'infermiera afferma che non è un suo parente, ma qualcuno finito lì a causa sua. Olivero pretende che Jake saldi il suo debito e si adoperi per tornare al lavoro, dato che Bill lo ha messo in congedo temporaneo; altrimenti, la prossima vittima del Gentry Group potrebbe essere lui. Nancy interroga Arty, il quale, la sera dell'omicidio, si trovava in compagnia della sua amante Janice, svelando che Nicky si preoccupa molto della madre di Adam, che vive in Ohio.
Ethan ha chiesto i rapporti della polizia relativi al giorno dell'incidente in piscina, quando fu portato via a Nicky; era stato Adam a drogare il drink di Nicky con i farmaci, inducendo lo stato di intorpidimento in cui fu trovata dalla polizia. Chloe si sente in colpa, essendo diventata madre per opera di Adam, benché Nicky continui a pensare che affidare Ethan alla sorella sia stata la cosa migliore possibile. Nicky sapeva tutto da un paio d'anni, ma non ha voluto portare ulteriore sconvolgimento nelle vite di Chloe ed Ethan, che sembravano procedere per il meglio. Nicky inizia ad addentrarsi in un sentiero pericoloso, dicendo di essere stata costretta a rientrare in scena perché non poteva consentire ad Adam di rovinare tutto di nuovo. Chloe sobbalza all'idea che sia stata davvero la sorella a uccidere Adam.

## Vivono nel loro mondo
- Titolo originale: They're in Their World
- Diretta da: Stephanie Laing
- Scritta da: Olivia Milch

### Trama
Nicky racconta a Chloe di aver ricevuto una telefonata da Ethan, che la informava dell'aggressione di Adam ai suoi danni. Questo è il motivo per cui si è presentata da Adam, minacciando di rivelare la sua macchinazione e originando la colluttazione che ha condotto al noto epilogo. Chloe ordina a Nicky di trascorrere la giornata a zonzo con Ethan, mentre lei studia un piano per scagionarla. Licenziato da Bill a causa di Olivero, Jake informa Chloe che lui e Adam erano in combutta con l'agente federale per smascherare gli illeciti del Gentry Group. Nancy desidera interrogare Debbie Machintosh, la suocera di Nicky, che potrebbe avere informazioni utili per incastrarla. Ethan chiede le chiavi della macchina a Nicky per andare a prendere Helen, una ragazza conosciuta online, mentre lei rimane a pescare con Ken.
Chloe presenta una denuncia contro Olivero e poi telefona a Michelle, che, non essendo più vincolata al segreto professionale, le riattacca il telefono. Dopo aver trovato i documenti sul Gentry Group nascosti da Adam, Chloe li consegna a Bill come segno di riconciliazione, desiderando liberarsi di questo fardello. Attraverso un investigatore privato, Nicky ottiene le prove che è stata Nancy a picchiare Eddie, riducendolo nelle attuali condizioni, per uno scambio di persona insabbiato dalla polizia. Nicky affida queste preziose informazioni a Catherine, affinché le diffonda al meglio attraverso i cronisti di sua conoscenza. Nancy apprende da Debbie che Nicky aveva lasciato il cellulare a casa sua il giorno precedente l'omicidio di Adam, non credendole quando le disse cosa era accaduto al figlio.
La polizia perquisisce l'ufficio di Bill. Una raggiante Nancy informa il tenente Clark dei progressi compiuti, ignara del fatto che, in quello stesso momento, la notizia dell'insabbiamento è di dominio pubblico. Inoltre, lo stato di fermo di Bill lo rende un sospettato molto più convincente rispetto a Debbie. Ethan rivela a Nicky di aver trovato Adam riverso a terra e di averlo lasciato morire, il che lo rende un assassino al pari di lei; per questo, desidera seguire il suo stesso destino. Nicky è risentita con Chloe per aver saputo da Catherine del libro, di cui la sorella non le aveva ancora parlato, paventando di trasferirsi con Ethan in Ohio se non li considera davvero importanti. Chloe le assicura che non è così e, attorno a un falò sulla spiaggia, le due sorelle iniziano a intessere la trama del loro racconto. Nel frattempo, il cadavere di Jake giace sulla spiaggia.